# 14-й Конгресс США
Четы́рнадцатый Конгре́сс США — заседание Конгресса США, действовавшее в Вашингтоне с 4 марта 1815 года по 4 марта 1817 года в период седьмого и восьмого года президентства Джеймса Мэдисона. Обе палаты, состоящие из Сената и Палаты представителей, имели демократическо-республиканское большинство. Распределение мест в Палате представителей было основано на третьей переписи населения Соединённых Штатов в 1810 году. Данный созыв располагался во временном кирпичном Капитолии, пока основой Капитолий ремонтировался из-за сожжения Вашингтона.

## Важные события
- 10 апреля 1816 года — учреждение Второго банка Соединённых Штатов
- 1 ноября—4 декабря 1816 года — Президентские выборы 1816 года, государственный секретарь Джеймс Монро победил сенатора Руфуса Кинга
- 11 декабря 1816 года — Индиана была признана 19-м штатом
- 3 марта 1817 года — формирование территории Алабама из части территории Миссисипи

## Ключевые законы
- Тариф США 1816 года (1816)

## Членство

### Сенат
| Начало | 33 | 3 | 22 | 11 |
| Конец  | 38 | 0 | 25 | 13 |

### Палата представителей
| Начало | 177 | 5 | 114 | 63 |
| Конец  | 182 | 1 | 119 | 63 |